# Dactylorhiza vogtiana
Dactylorhiza vogtiana är en orkidéart som beskrevs av Helmut Baumann. Dactylorhiza vogtiana ingår i Handnyckelsläktet som ingår i familjen orkidéer.
Artens utbredningsområde är Turkiet. Inga underarter finns listade i Catalogue of Life.